# Laxbäcken
Laxbäcken (sydsamiska: Oksejohke) är en ort vid södra spetsen av sjön Malgomaj i Vilhelmina distrikt (Vilhelmina socken) i Vilhelmina kommun, Västerbottens län (Lappland). Laxbäcken ligger direkt öster om småorten Malgovik cirka 12 kilometer rakt västerut från Vilhelmina.
SCB har tidigare räknat Laxbäcken som småort sedan den första avgränsningen år 1990. Befolkningen har under perioden varit strax över 50 personer. Vid avgränsningen 2015 hade dock befolkningen sjunkit under 50 personer och orten räknas därför inte längre som en småort.

## Historia
Nybyggaren Lars Larsson, född 1746 i Älvdalen (död 1820 i Laxbäcken), fick frihetsbrev från 1 juli 1781 på Laxbäcken på 15 års frihet men redan 1790 förlängt till 1808. Nybygget var delat i tre delar, nr 1 i två st och nr 2 som egen del. Sedan delades ven nr 2 till 3 bönder. Hans dotterson Lars Pålsson (1819-1884) är huvudfigur i Bernhard Nordhs böcker om Marsfjällets nybyggare på 1850-talet, där ättlingarna lever fortfarande idag.